# Iolanda
Iolanda Costa, född 4 november 1994 i Figueira da Foz, mer känd under sitt artistnamn Iolanda som ofta stavas iolanda, är en portugisisk sångare och kompositör som representerade Portugal i Eurovision Song Contest 2024 med låten "Grito".